# HD 164427
HD 164427 és una estrella de la constel·lació del Gall Dindi amb una nana marró (HD 164427 b) de companya descoberta el 2001 a Austràlia.